# Robur

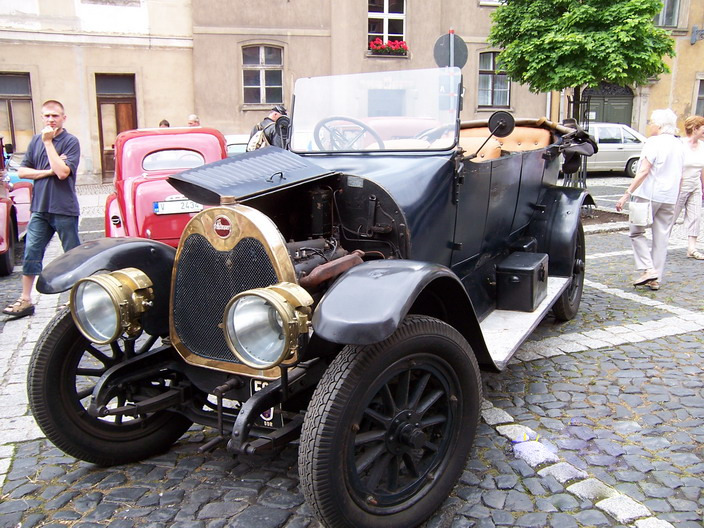
Phänomen 10/30 de 1916.

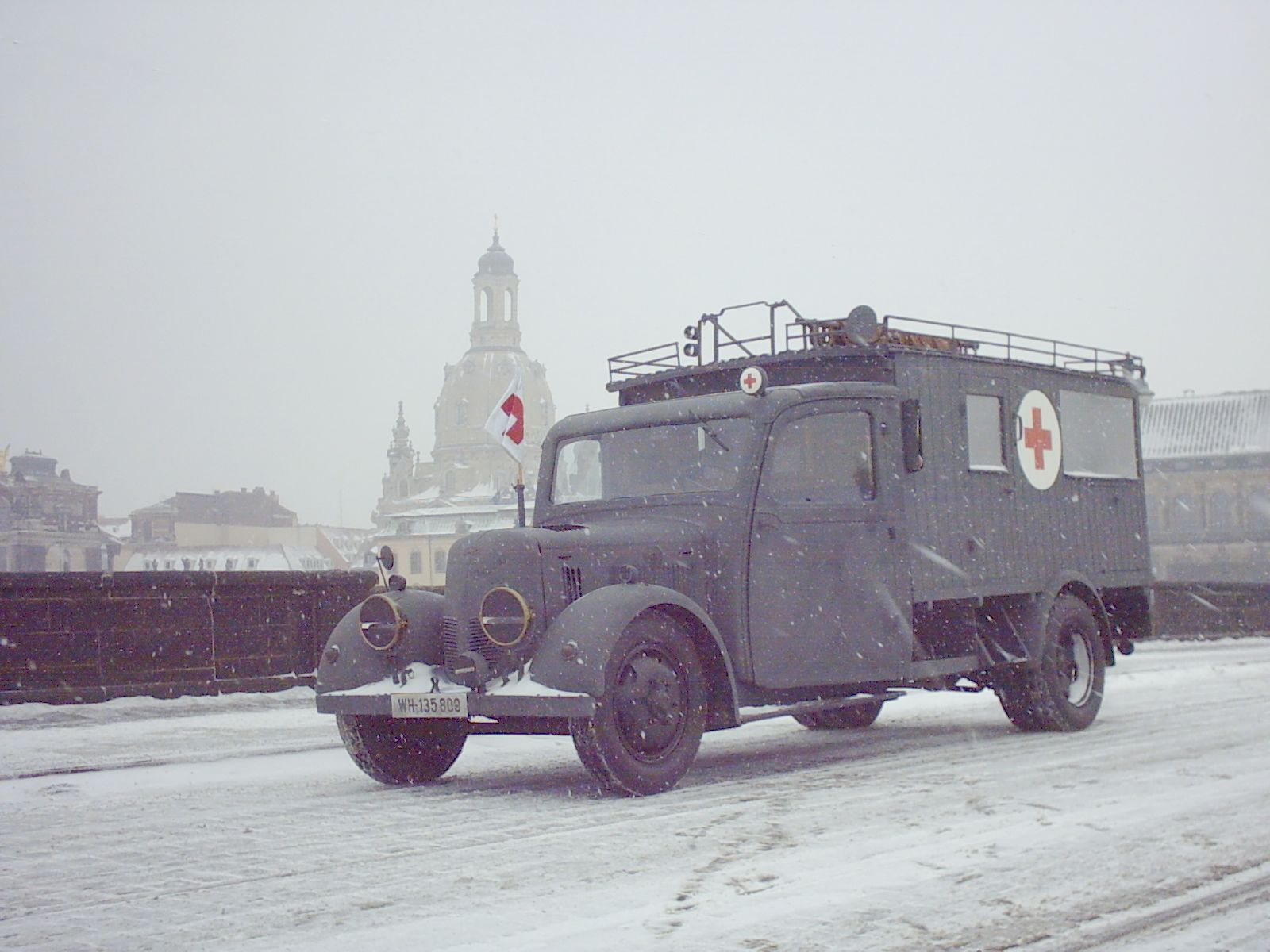
Phänomen Granit 30 circulando enfrente de la Frauenkirche de Dresde.

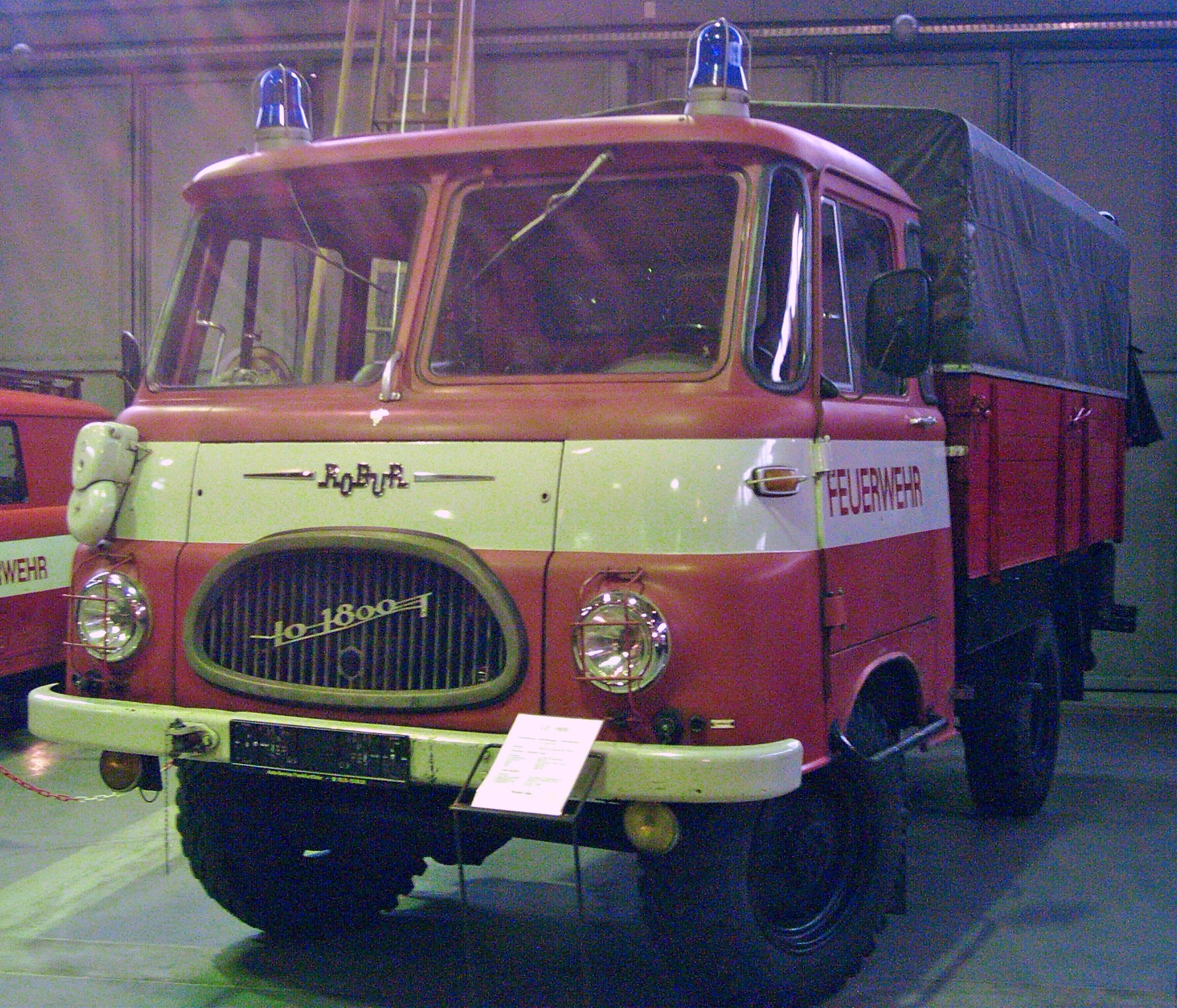
LO 1800 A adaptado como camión de bomberos.

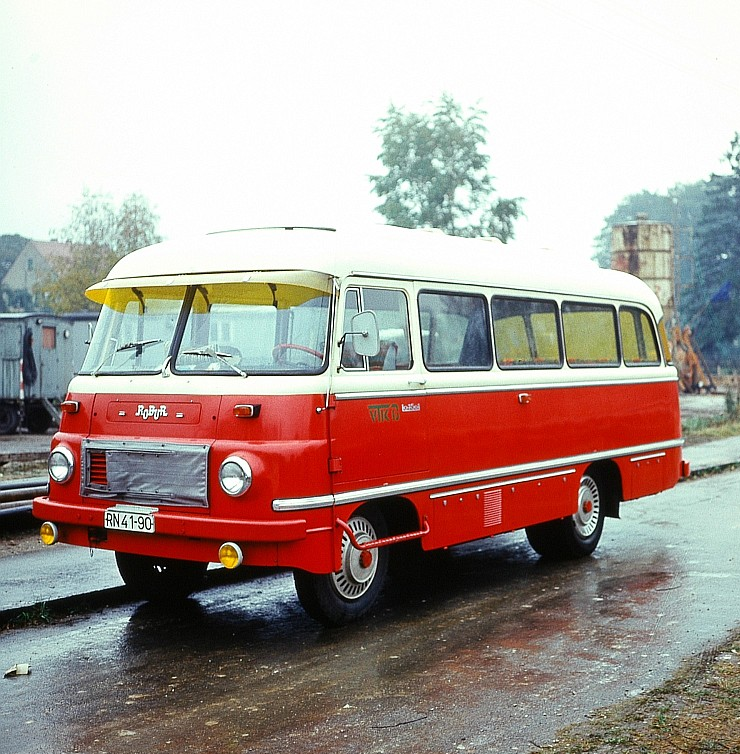
Autobús Robur. Imagen tomada en Dresde en 1973.

Robur era el nombre de la marca con la que se comercializaban los vehículos fabricados en tiempos de la República Democrática Alemana por la empresa automovilística estatal VEB Robur-Werke Zittau. La producción de la empresa estaba centrada sobre todo en camiones de hasta tres toneladas de carga útil. Su cadena de montaje principal se hallaba en la ciudad de Zittau, al suroeste del actual estado federado de Sajonia. Hasta 1946, la empresa producía automóviles bajo el nombre Phänomen; hasta 1957, el nombre de la marca era VEB Phänomen Zittau.

## Modelos

### Coches (1907–1927)
| Tipo                        | Periodo de producción | Disposición de los cilindros | Cilindrada | Potencia            | Velocidad máxima |
| --------------------------- | --------------------- | ---------------------------- | ---------- | ------------------- | ---------------- |
| Phänomobil 4/6 PS           | 1907-1912             | 2 cilindros en V             | 887 cm³    | 6-9 CV (4,4-6,6 kW) | 50 km/h          |
| Phänomobil 6/12 PS          | 1912-1920             | 4 en línea                   | 1548 cm³   | 12 CV (8,8 kW)      | 60 km/h          |
| Phänomen 10/28 PS           | 1912-1919             | 4 en línea                   | 2597 cm³   | 28 CV (20,5 kW)     | 80 km/h          |
| Phänomen M.T.C. 10/30 PS    | 1920-1924             | 4 en línea                   | 2612 cm³   | 30 CV (22 kW)       | 65 km/h          |
| Phänomen M.T.C. 16/45 PS    | 1920-1924             | 4 en línea                   | 4219 cm³   | 45 CV (33 kW)       | 75 km/h          |
| Phänomobil Typ V (6/12 PS)  | 1920-1927             | 4 en línea                   | 1548 cm³   | 12 CV (8,8 kW)      | 55 km/h          |
| Phänomen Typ 412 (12/50 PS) | 1924-1927             | 4 en línea                   | 3132 cm³   | 50 CV (37 kW)       | 100 km/h         |

### Camiones (1927-1991)
- Phänomen Granit 25
- Phänomen Granit 30
- Phänomen Granit 1500
- Phänomen Granit 27
- Phänomen Granit 30K
- Phänomen Garant K30
- Phänomen Garant 32 Diesel
- ROBUR Garant 30K

La mayor parte de los camiones Robur estaban equipados con motores de gasolina. Estos modelos llevaban las letras LO (Luftgekühltem Ottomotor, "motor Otto refrigerado por aire") y de ahí procede el apodo con el que se les denominaba: "Ello". Debido a la imposibilidad de distinguir exteriormente si un Robur llevaba motor de gasolina o diésel, pronto se comenzó a llamar popularmente "Ellos" a todos los camiones de la marca.
A estos vehículos se les dio todo tipo de usos imaginables, desde farmacias rodantes a coches de bomberos. A grandes rasgos, existían los siguientes modelos: 

#### Vehículos con tracción a las cuatro ruedas
- LO 1800A/1801A (la "A" procede de la palabra Allrad, que significa ‘4 × 4’)
- LO 2002 de 2 toneladas de carga útil
- LD 2002 de 2 toneladas de carga útil con motor diésel
- LD 2202
- LD 2202 A (modelo civil del LO 2002 A con motor diésel)
- Modelos de safari, modificados para ser exportados
- Modelo multipropósito con la caja cerrada

#### Vehículos de tracción trasera
- Bus - B21  tipo LD 3001 FR M2/B21
- Camión refrigerador
- Furgoneta ligera
- Pickup
- Modelo multipropósito LO 3002 Fr M5/MZ 11